# Pyotr Aleksandrovich Rumyantsev
Bá tước Pyotr Alexandrovich Rumyantsev-Zadunaisky, còn được viết là Rumiantsof, Romanzow hay Romanzoff (tiếng Nga: Пётр Александрович Румянцев-Задунайский), đọc là Rumenxep hay Rumianxép theo tiếng Việt (15 tháng 1 năm 1725 – 19 tháng 12 năm 1796) là một trong những vị thống soái lỗi lạc nhất của nước Nga vào thế kỷ XVIII. Ông đã tham gia các cuộc chiến tranh Bảy năm và chiến tranh Nga-Thổ Nhĩ Kỳ, với những chiến thắng lừng lẫy trước quân Thổ Nhĩ Kỳ và quân Thát Đát đông đảo hơn hẳn tại Mogila, Larga và Kagul, ông trở thành Nguyên soái của Quân đội Nga.
Ông làm Thống đốc xứ Tiểu Nga trên danh nghĩa Nữ hoàng Ekaterina II Đại đế từ khi Nhà nước Cossack sụp đổ vào năm 1764, và tại chức đến 32 năm, cho tới khi Ekaterina II mất. Ông được gọi là Người anh hùng của Larga và Kagul, vì những chiến công hiển hách của ông. Những công trình kỷ niệm các chiến thắng lừng lẫy của ông bao gồm Tháp Kagul tại Hoàng thôn (1772), Tháp Rumyantsev trên Đảo Basil (1798–1801), và giải ngân hà trong những bài thơ ca ngợi của thi hào nước Nga Gavrila Romanovich Derzhavin.
Ông là vị thầy của Nguyên soái lỗi lạc nước Nga Aleksandr Vasilyevich Suvorov, đồng thời là một trong những vị thầy vĩ đại nhất của Nguyên soái Mikhail Illarionovich Kutuzov - vị Thống soái đã cùng Quân đội Nga đánh thắng quân Thổ Nhĩ Kỳ và quân Pháp hùng mạnh của Hoàng đế Napoléon Bonaparte.

## Tuổi trẻ
Pyotr Aleksandrovich Rumyantsev là con trai duy nhất của Bá tước Aleksandr Ivanovich Rumyantsev và Maria, con gái và người thừa kế của Bá tước Andrey Artamonovich Matveev. Do mẹ ông thường sống chung với vua Pyotr I Đại đế, người ta đồn rằng Rumyantsev thật ra là con bất hợp pháp của Nga hoàng. Ông được đặt tên theo vị Nga hoàng này - cũng là cha đỡ đầu của ông. Ông là anh trai của Praskovja Bruce, một cận thần của Đại đế Ekaterina II.
Pyotr Aleksandrovich Rumyantsev tham chiến lần đầu tiên trong cuộc chiến tranh Nga-Thuỵ Điển (1741 - 1743), phục vụ cho cha ông. Bản thân ông đã mang lại cho Nữ hoàng Elizaveta Petrovna Hiệp ước Abo, do cha của ông ký kết với người Thuỵ Điển vào năm 1743. Sau đó, ông trở thành Đại tá Quân đội Nga.
Trong cuộc Chiến tranh Bảy năm (1756 - 1763), Đế quốc Nga tham gia cùng liên quân Áo - Pháp - Thụy Điển - Sachsen (v.v...) chống Vương quốc Phổ, ông đã làm nên những thắng lợi huy hoàng đầu tiên trong các trận Gross-Jägersdorf (1757) và Kunersdorf (1759). Với những chiến thắng trước quân Phổ nêu trên, ông trở thành một trong những ngôi sao đang mọc trong lực lượng Quân đội Nga. Bản thân ông cũng gọi Quân đội Nga - lực lượng đã giành chiến thắng kiểu Pyrros vua Friedrich II Đại Đế trong trận Kunersdorf, là một "Quân đội bất khả chiến bại của tôi". Vào năm 1761, ông tiến hành vây hãm pháo đài Kolberg ở tỉnh Pomerania. Sau một cuộc vây hãm lâu dài, liên quân Nga - Thụy Điển đã chiếm được pháo đài này, và mở đường cho Quân đội Nga tiến đánh kinh đô Berlin. Khi cướp được chìa khóa của pháo đài này, Rumyantsev đã gửi nó về cho Nữ hoàng Elizaveta Petrovna.
Trong cuộc vây hãm Kolberg (1761), vị tướng cấp dưới Rumyantsev đã thể hiện tài năng và sự bền bỉ của ông. Tuy nhiên, Quân đội Nga thất bại trong việc tiến đánh Stettin (Pomerania) trong khi cũng quân Thụy Điển bị quân Phổ của Đại tá Belling đánh bại. Vị vua-chiến binh của nước Phổ - Đại đế Friedrich II - có ảnh hưởng lớn lao đối với Pyotr Aleksandrovich Rumyantsev. Liên quân chống Phổ đều kiệt quệ và cuối cùng cuộc chiến tranh Bảy năm cũng kết thúc (1762 - 1763), và liên quân không chiếm được một tấc đất nào của Vương quốc Phổ.

## Chiến tranh Nga-Thổ Nhĩ Kỳ (1768 - 1774)

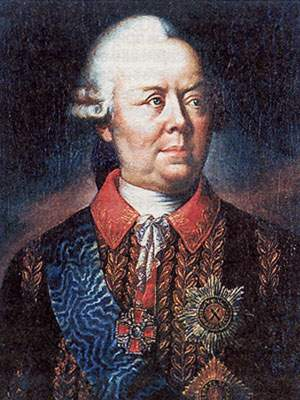
Nguyên soái Pyotr Aleksandrovich Rumyantsev-Zadunaisky

Trong suốt triều đại lâu dài của Đại đế Ekaterina II, Pyotr Aleksandrovich Rumyantsev giữ chức Thống đốc xứ Ukraina. Trước kia, Bá tước Aleksandr Ivanovich Rumyantsev cha ông cũng là vị Thống đốc thanh liêm của Ukraina. Trong thời gian này, Thống đốc P. A. Rumyantsev dùng uy quyền để xoá bỏ tất cả những quyền tự trị của người Cossack, và hoàn toàn sáp nhập vùng đất mới được chinh phạt vào đế quốc Nga. Một số người tố cáo ông mặc sức bóc lột nông nô tại Tân Nga, nhưng thật ra ông đã không làm thế.
Thấy Nga hoàng có ý đồ thôn tính Vương quốc Ba Lan, đế quốc Thổ Nhĩ Kỳ phản đối, chiến tranh Nga-Thổ Nhĩ Kỳ bùng nổ vào năm 1768. Vào năm 1769, Bá tước Pyotr Aleksandrovich Rumyantsev lên thay chức chỉ huy của Vương công A. Golitsyn, sau khi quân Thổ bị đánh tan tác và mất Hotin. Ông bèn phái quân tiến vào xứ Moldavia và xứ Wallachia, tại những nơi này Quân đội Nga được nhân dân ủng hộ. Ông luôn tin tưởng vào việc tấn công đối phương. Quân đội Nga còn tiến xa tới tận vùng Bucharest, họ cũng chiếm được Azov và Taganrog. Giữa sông Dniester và sông Bug, Bá tước Rumyantsev nghỉ đông cùng quân sĩ trên lãnh thổ Ba Lan. Vào năm 1770, trong khi Vương tước Petr Panin chiếm được Bender ở vùng Hạ Dniester, Bá tước Rumyantsev kéo quân xuống vùng sông Pruth, đập tan tác quân Thổ và quân chư hầu Krym do Hãn vương xứ Krym thân chinh thống lĩnh tại Ryabaya và Mogila.
Trong các trận giao chiến, ông đã thực hiện lối đánh mới: ông chỉ thống lĩnh 20.000 quân Nga. Còn lại, ông chia lực lượng Bộ binh Nga thành những đội hình hàng dọc gồm 4-8.000 quân, những đội hình này có thể độc lập tiến quân, nhưng có thể giúp đỡ lẫn nhau trong những cuộc Tổng tấn công từ nhiều phía. Họ được trang bị hỏa pháo, và dựa vào hỏa lực để dẹp tan những cuộc tấn công của quân Thổ Nhĩ Kỳ. Trong cuộc chiến tranh Nga - Thổ Nhĩ Kỳ, Bá tước Rumyantsev đã dạy cho viên Sĩ quan Mikhail Illarionovich Kutuzov về nhiều bài học hay về binh cách mà ông từng trải nghiệm, và Kutuzov sau này đã đánh thắng Hoàng đế Pháp nổi tiếng Napoléon Bonaparte. Tuy Kutuzov tỏ ra dũng cảm, một người bạn của ông này đã mách lẻo với Nguyên soái Rumyantsev về việc Kutuzov nhái lại các động tác của ông nhằm mua vui cho các bạn. Vốn là một người dễ tự ái, Nguyên soái Rumyantsev đã nổi trận lôi đình; và chính lòng dũng cảm cùng với những chiến công đã cứu Kutuzov thoát khỏi cơn thịnh nộ của vị Thống soái. Ông chỉ thuyên chuyển Kutuzov sang tập đoàn quân Krym.

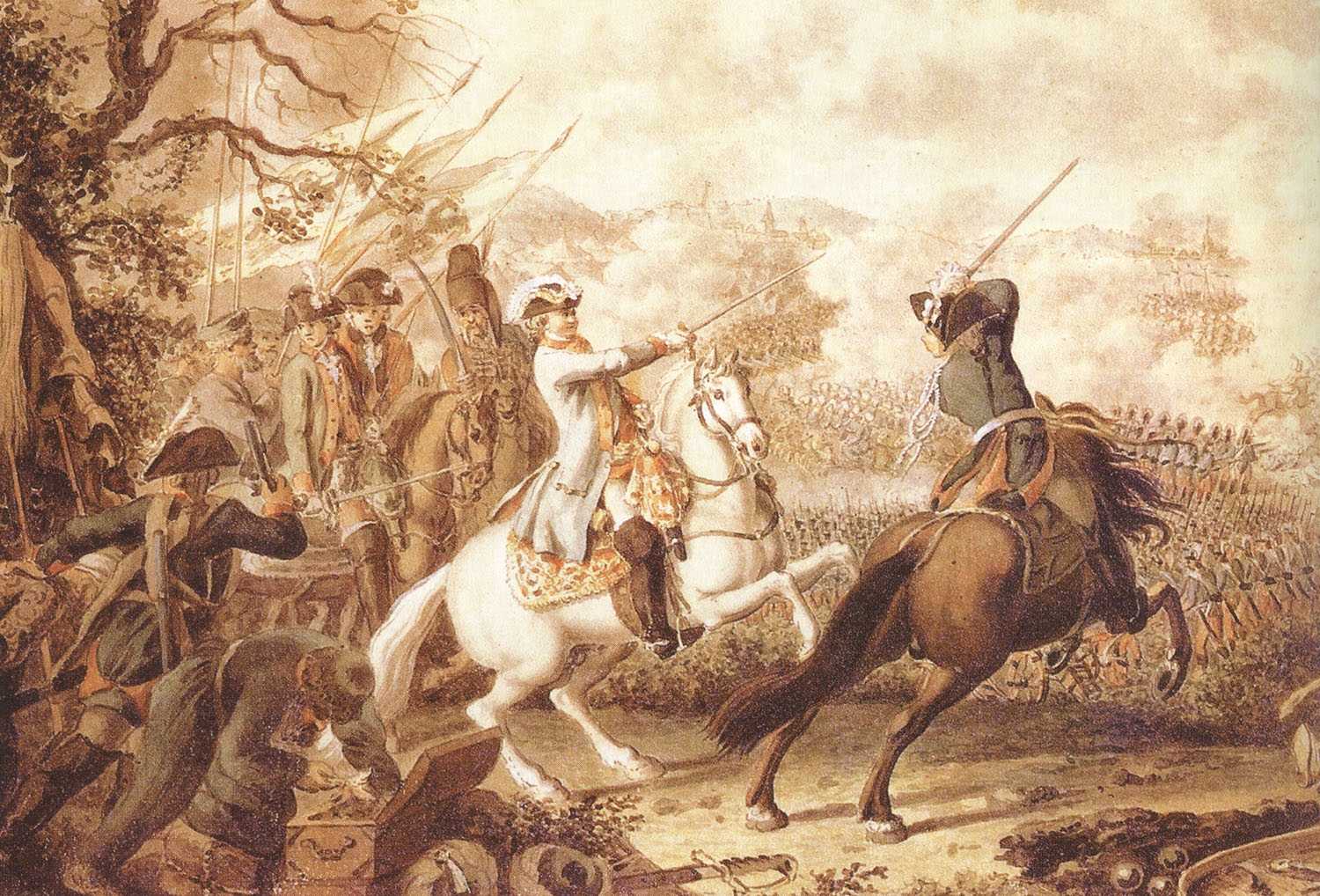
Chiến công oai hùng tại Kagul (1770).

Sau chiến thắng của Quân đội Nga tại Ryabaya và Mogila, quân Thổ Nhĩ Kỳ bỏ chạy đến Larga. Trong trận Larga vào ngày 29 tháng 7 năm 1770, Quân đội Nga của ông đánh tan tác quân Thổ đông đảo hơn hẳn, và gây cho quân Thát Đát một chiến bại thảm hại. Ông luôn cho rằng Quân đội Nga cần phải có sự hiểu biết về đối phương, và ông luôn tỏ ra lo sợ những cuộc tấn công của quân Thổ Nhĩ Kỳ. Sau chiến thắng huy hoàng tại Karga, ông đã trình tấu với Nữ hoàng Ekaterina II những thông tin có ích về quân Thổ, mà ông đã nhận được từ đám tù binh địch. Nhà ngoại giao lừng danh Thổ Nhĩ Kỳ thời đó là Ahmed Resmi Efendi đã tỏ ra ngưỡng mộ cơ cấu tình báo của Quân đội Nga khi hành động.
Trong trận Kagul vào ngày 21 tháng 7 năm 1770, ông thống lĩnh 17.000 quân Nga giành chiến thắng lừng lẫy trước 150.000 quân Thổ Nhĩ Kỳ, buộc Đại Vizia Thổ Nhĩ Kỳ là Hamil-Bey phải chạy dọc theo sông Danube, và do đó, Đài kỷ niệm Rumyantsev được xây nên để kỷ niệm ông. Với chiến công hiển hách của Bá tước Romanzow tại Lagul cùng nhiều thắng lợi huy hoàng khác của Quân đội Nga, Nữ hoàng Ekaterina II hết sức vui sướng và tự hào. Với chiến thắng tại Kagul, quân sĩ của ông đã chiếm được doanh trại của quân Thổ. Sau những chiến thắng trước quân Thổ đông đảo hơn trên sông Pruth, ông tiến vào vùng Hạ Danube, và nhanh chống chiếm lĩnh Izmail, Kilia, Akkerman, và Braila; Bucharest cũng thất thủ về tay Quân đội Nga. Đại Vizia Thổ Nhĩ Kỳ là Mehmet Emin Pasha tỏ ra bất lực trong việc cải thiện tình hình quân Thổ, và giờ đây Quân đội Nga đã có con đường rộng mở để tiến chiếm kinh đô Constantinopolis.
Vào năm 1771, quân Thát Đát giao chiến với Bá tước Rumyantsev, và Quân đội Nga đã chiếm được xứ Krym. Nhưng Quân đội Nga phải ngưng chiến với Thổ Nhĩ Kỳ, bởi vì, sau khi đánh bại liên quân Nga - Áo - Pháp và giữ vững Vương quốc Phổ, do lo sợ Quân đội Nga đánh chiếm kinh thành Constantinopolis của Thổ Nhĩ Kỳ sau một loạt thất bại thảm hại của quân Thổ Ottoman, Quốc vương Phổ là Friedrich II Đại Đế đã cùng với Nữ hoàng Ekaterina II Đại Đế và Nữ hoàng Áo là Maria Theresia tiến hành cuộc chia cắt Ba Lan lần thứ nhất (1772); và triều đình Nga còn phải đàn áp cuộc nổi dậy của giai cấp nông nô (1773 - 1775). Vào năm 1773, triều đình Nga ban huấn lệnh cho Rumyantsev tấn công quân chính quy Thổ Nhĩ Kỳ ở phía Nam sông Danube, nhưng ông không thích làm điều đó vì ông chỉ có một đạo quân nhỏ, việc giao thông giữa căn cứ và mặt trận lại bị đe dọa bởi các đồn quân Thổ Nhĩ Kỳ, nhất là tại Silistria. Trong cuộc tiến công quân Thổ tại Silistria, dù ban đầu thành công, ông đã bị đánh bại với tổn thất nặng nề vào ngày 17 tháng 6 năm 1773.
Vốn đã vượt sông Danube vào tháng 6, Bá tước Rumyantsev rút quân vào tháng sau, để tránh những thảm họa sẽ xảy ra sau chiến bại tại Silistria. Tuy nhiên, ông lại xuất quân và giành chiến thắng tại Karas, tiến quân đến Varna và Shumla. Với những chiến công hiển hách của ông, Rumyantsev được phong làm Nguyên soái cùng danh hiệu Zadunaisky (nghĩa là "Người vượt sông Danube"). Khi Quân đội Nga tiến đến Shumla vào năm 1774, tân Hoàng đế Thổ Nhĩ Kỳ là Abdul Hamid I hoảng sợ và thỉnh cầu lập lại hoà bình. Tại làng Küçük Kaynarca, Nguyên soái Rumyanstev đã ký kết Hoà ước trên một chiếc Prôvăng.

## Chiến tranh Nga-Thổ Nhĩ Kỳ (1787 - 1792)

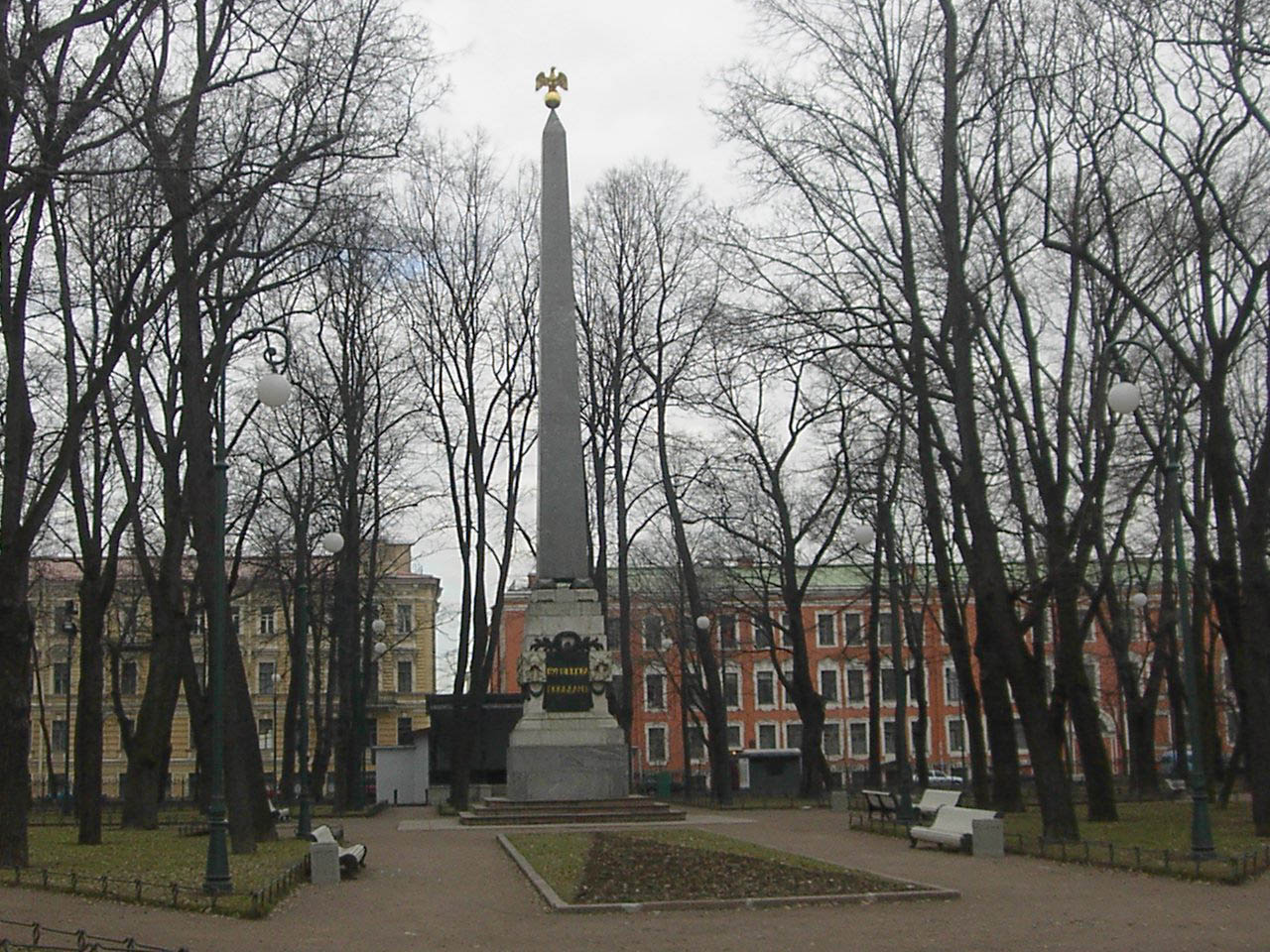
Tháp Rumyantsev (1799-1801) chuyển từ Bãi chiến trường của Thần Mars tới Đại giáo đường Thánh Anđrê, Sank-Peterburg bởi kiến trúc sư Carlo vào năm 1818.

Sau chiến thắng quân Thổ Nhĩ Kỳ, điều không thể tranh cãi là Pyotr Aleksandrovich Rumyantsev-Zadunaisky trở thành vị thống soái nổi tiếng nhất của Quân đội Nga. Những tướng soái khác của chính phủ Nga hoàng, chẳng hạn như Grigori Aleksandrovich Potyomkin-Tavricheski, trở nên ganh ghét vị Nguyên soái, họ có ý định không cho ông cầm quân ra trận nữa. Trong những năm tháng thái bình, Bá tước Pyotr Aleksandrovich Rumyantsev bày tỏ những sáng kiến của ông đồi với nền quân sự Nga trong các tác phẩm Tài liệu hướng dẫn (Инструкции, 1761), Điều lệnh Nghi thức (Обряд службы, 1770), và Suy ngẫm (Мысли, 1777). Những tài liệu này đã đặt nền tảng lý thuyết cho công cải tổ Quân đội Nga của Nguyên soái P. A. Potemkin. Bá tước P. A. Rumyantsev cùng với Nga hoàng Pyotr I Đại Đế và danh tướng A. V. Suvorov trở thành một trong những đại biểu xuất sắc nhất của nghệ thuật quân sự Đế quốc Nga.
Vào năm 1787, giữa đế quốc Nga và Thổ Nhĩ Kỳ lại bùng nổ chiến tranh, kéo dài đến năm 1792. Pyotr Aleksandrovich Rumyantsev-Zadunaisky nghi ngờ Potyomkin-Tavricheski cố tình cắt giảm viện trợ cho đạo quân của ông và cách chức ông ngay sau đó. Vào năm 1797, Khởi nghĩa Kościuszko bùng nổ tại Ba Lan, Triều đình Ekaterina II cho quân đàn áp. Một lần nữa, ông trở thành Tổng tư lệnh Quân đội Nga, nhưng một danh tướng Nga khác là Aleksandr Vasilyevich Suvorov mới cầm quân ra trận. Đường lối đánh giặc của Nguyên soái A. V. Suvorov cũng giống như đường lối của Bá tước Rumyantsev trước đó. Trong cuộc đàn áp khởi nghĩa Ba Lan, Rumyantsev không hề bận tâm, ông thường sống tại thái ấp Tashan (Ukraina). Ông đã chuyển thái ấp này thành một pháo đài. Vài tháng sau khi Đại đế Ekaterina II mất, ông qua đời vào ngày 8 tháng 12 năm 1796, được mai táng tại Pechersk Lavra, Kiev (thủ đô nước Ukraina).
Các Dinh thự của Thống đốc Pyotr Aleksandrovich Rumyantsev

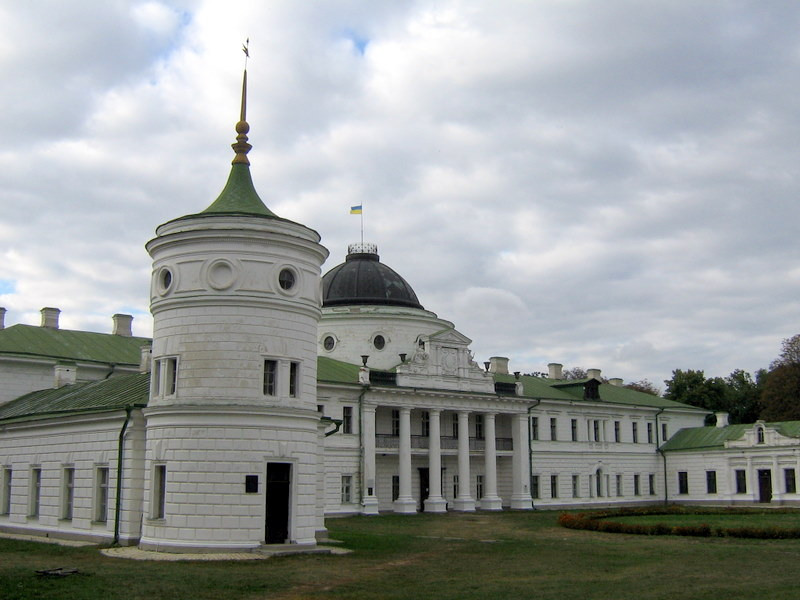
Dinh Kachanovka, Ukraine
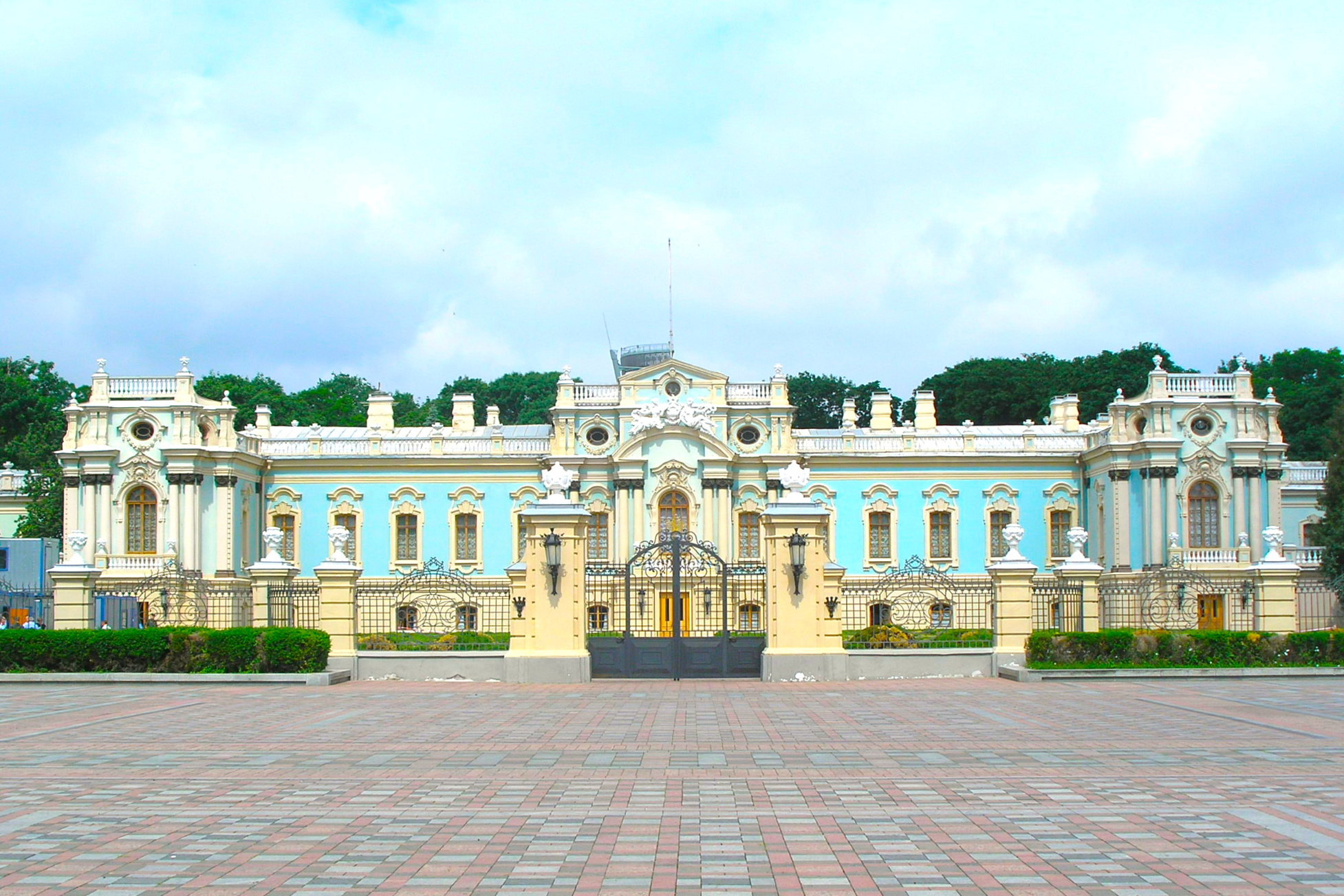
Dinh Thống đốc tại Kiev
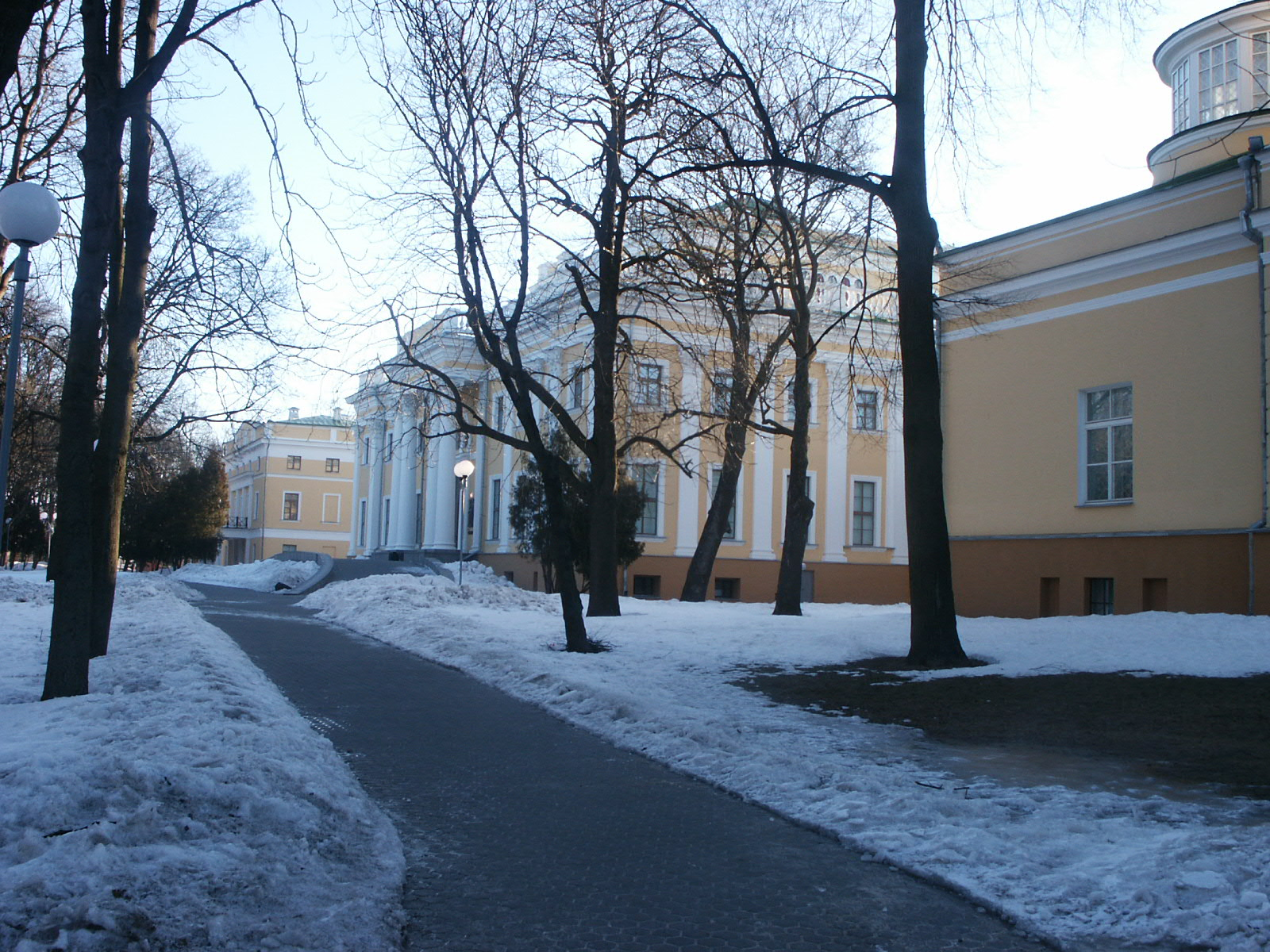
Dinh thự của Rumyantsev tại Gomel, Belarus
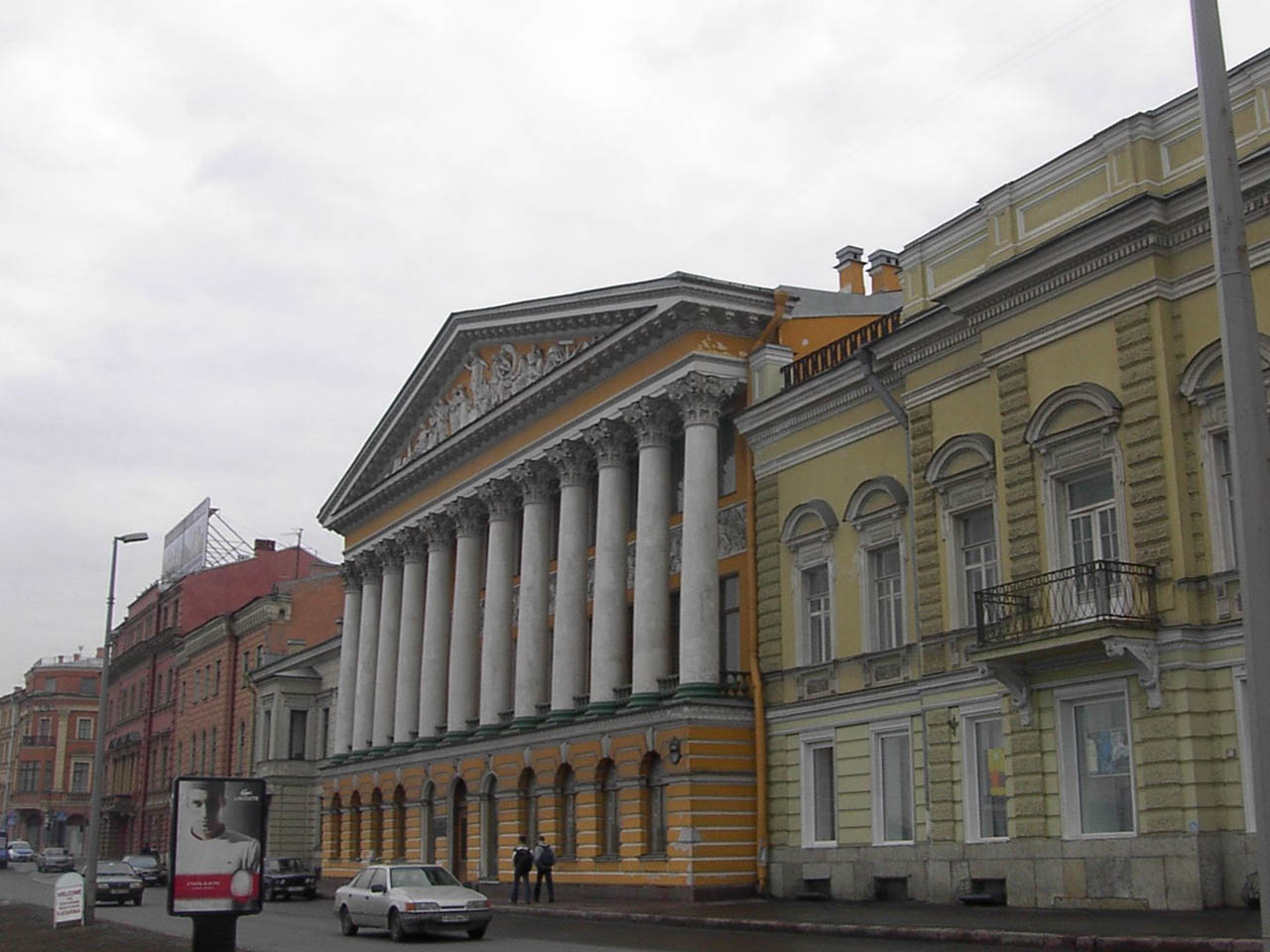
Lâu đài của Nikolai Rumyantsev trên đường Dvortsovaya Naberezhnaya, Sankt-Peterburg.

Chuyện kể rằng, về già, Nguyên soái Rumyantsev-Zadunaisky trở nên hết sức to béo và tham lam. Do đó, khi những đứa con ruột của ông từ kinh đô về xin ông cho tiền, ông đã lấy cớ không công nhận họ là con mình để khỏi phải đưa tiền cho họ. Dưới quyền Thống đốc Sergey con trai ông, Tashan trở thành đống đổ nát, dù Sergey đã xây dựng lăng mộ gần Balashikha để chôn cất lại cha mình (việc này không bao giờ được thực thi). Cả Thống đốc Sergey và anh trai là Nikolay Petrovich Rumyantsev đều không có con, và nhánh trưởng của gia tộc Rumyantsev tan rã sau khi họ qua đời.